# 仲谷一宏
仲谷 一宏（なかや かずひろ、1945年 - ）は、日本の海洋学者・魚類学者。水産学博士。様々なサメ類の形態学や分類学、生態学などを中心に研究している。

## 人物
千葉県野田市出身。北海道大学大学院水産科学研究科博士課程修了。北海道大学名誉教授。 日本板鰓類（サメ・エイ類）研究会の元会長。気仙沼シャークミュージアム名誉館長。北海道大学大学院の頃から、軟骨魚類（特にサメ類）の系統分類学や機能形態学などを研究している。
1992年（平成4年）3月に愛媛県松山市沖の瀬戸内海で発生したホホジロザメ（推定体長5 m）による潜水漁師死亡事故では、犠牲者の着ていたウェットスーツに残っていた歯の破片を鑑定することでサメの種類を断定、大きさを推定することに成功した。また1995年（平成7年）4月に愛知県の渥美半島沖で発生したホホジロザメ（推定体長5 m）による潜水漁師の死亡事故でも、ウェットスーツに残っていたサメの歯型などからサメの種類などを特定している。
2018年時点では機能形態学的な側面から、サメ類の摂餌法を解析している。

## 主な著書
- 『サメ・ウオッチング』（平凡社, 訳・監修,1992年）
- 『サメの世界』（データハウス,1997年）
- 『日本産動物大百科・軟骨魚類』（平凡社, 編集・執筆,1996年）
- 『北日本魚類大図鑑』（北日本海洋センター,1997年）
- 『魚のエピソード』（東海大学出版会, 共著,2001年）
- 『サメのおちんちんはふたつ : ふしぎなサメの世界』（築地書館,2003年）
- 『世界サメ図鑑』（ネコ・パブリッシング, 監修, 2010年）
- 『北海道の全魚類図鑑』（北海道新聞社, 共著, 2011年）
- 『サメ:海の王者たち』（ブックマン社, 2011年）
- 『世界の美しいサメ図鑑』（宝島社, 監修,2015年）
- 『さめ先生が教えるサメのひみつ10』（ブックマン社, 2016年）
- 『サメ = SHARKS : 海の王者たち 改訂版』（ブックマン社, 2016年）
- 『サメだいすきすいぞくかん : ぼくのすいぞくかん』（アリス館, 監修, 2018年）
- 『バトル・ブレイブスVS.恐怖のサメ軍団 : 空と海の動物編 (かがくるBOOK. 科学まんがシリーズ ; 5)』（朝日新聞出版, 監修, 2019年）
- 『ヤバかわ!ユルすご!!まるごとサメ事典 = The Encyclopedia of Sharks』（ポプラ社, 監修, 2020年）